# Активный дом

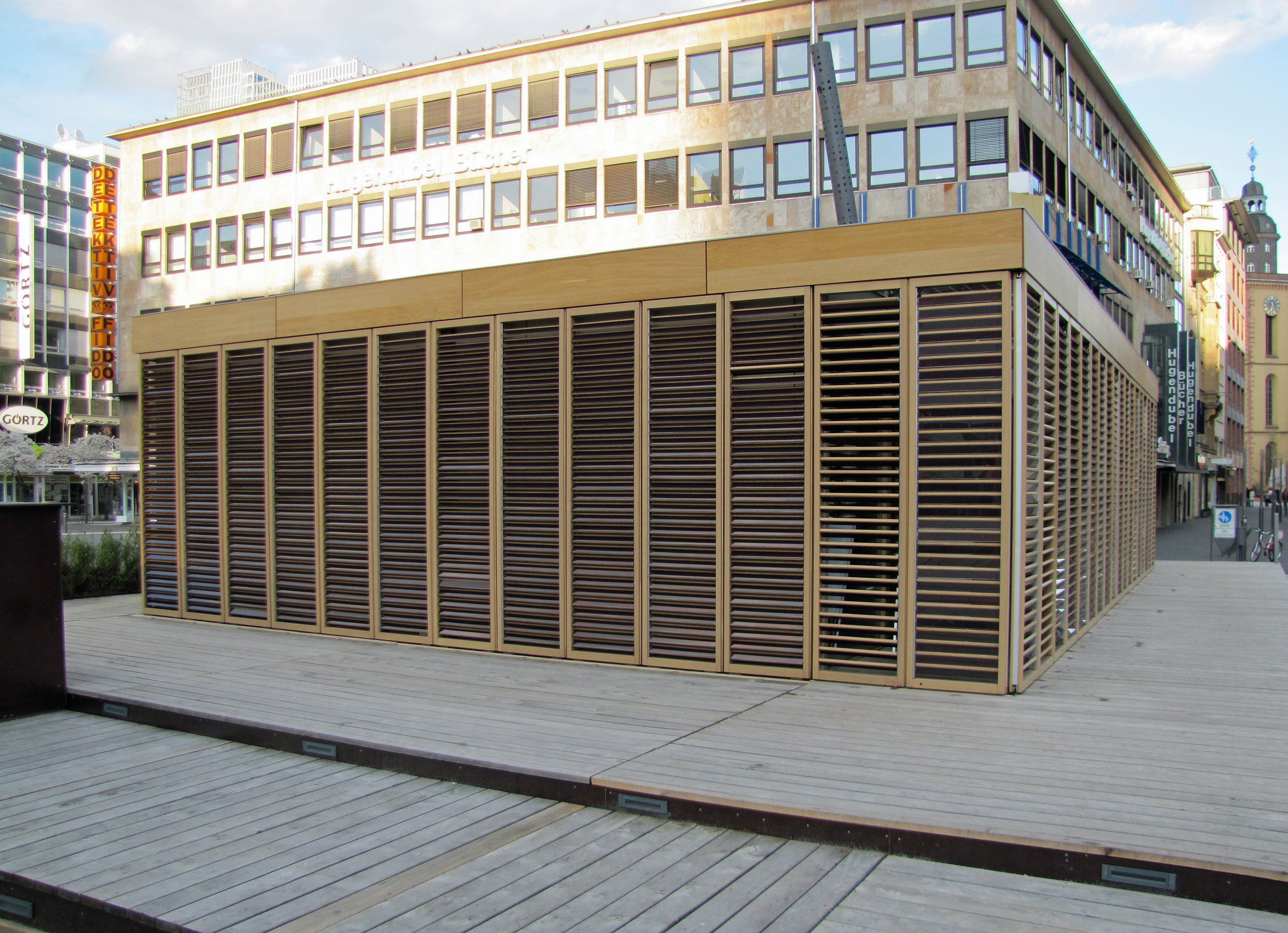
Дом по стандарту «энергия плюс» в Германии

Активный дом (англ. active house, energy plus house), также дом с положительным энергобалансом, дом по стандарту «энергия плюс» представляет собой здание, которое производит энергии для собственных нужд более, чем в достаточном количестве. Общий годовой объем энергопотребления является отрицательным в отличие от дома с низким энергопотреблением.
Базовым параметром Активного дома является объединение решений, разработанных институтом Пассивного дома (Германия), и технологий «Умного дома». Благодаря этому, удаётся создать дом, который не только тратит мало энергии, но ещё и грамотно распоряжается той незначительной, которую вынужден потреблять.
Вторым важным аспектом является создание благоприятного микроклимата в помещениях — правильная вентиляция, поддержка температурного режима и др.
Активный дом — это дом, способный снабдить энергией и теплом не только себя, но и гостевой дом, баню и нагреть бассейн.
Первый в мире активный дом построен в Дании, и он, помимо того, что потребляет мало энергии, как Пассивный дом, так ещё и вырабатывает её столько, что может отдавать её в центральную сеть, за что в большинстве стран можно получать деньги. Таким образом, дом становится источником дохода, а не затрат. К примеру, в Дании разработчики утверждают что дом окупит себя за 30 лет.
Первый активный дом в России возведён в 2011 году в Подмосковье.

## Используемые технологии
- Природная энергия
- Теплоизоляция
- Современные окна
- Современные системы вентиляции
- Системы рекуперации тепла